# Manchot du Cap
Spheniscus demersus
Pour les articles homonymes, voir Manchot.
Espèce
Statut de conservation UICN

CRA2ace+3ce+4ace : 
En danger critique
Statut CITES
Le Manchot du Cap (Spheniscus demersus) est une espèce de manchots qui vit près des côtes du sud de l'Afrique.

## Répartition
Cet oiseau vit le long des côtes suivantes : Afrique du Sud, Angola, Congo, Gabon, Mozambique, Namibie et République démocratique du Congo.
Ces oiseaux vivent en colonies sur 24 îles entre la Namibie et la baie d'Algoa, près de Port Elizabeth, en Afrique du Sud. La plus importante colonie se trouve sur l'île de Dyer près de Kleinbaai. Sur l'île de Dassen, les nids de ces oiseaux abritent une faune d'Insectes Coléoptères en partie étudiée. Il existe également deux colonies sur le continent, l'une à Boulders Beach, proche du Cap, l'autre à Stony Point près de Betty's Bay, entre Le Cap et Hermanus.

## Systématique
Les plus proches parents de ces manchots africains sont les manchots de Humboldt (Spheniscus humboldti) et les manchots de Magellan (Spheniscus magellanicus) d'Amérique du Sud et celui des Galapagos (Spheniscus mendiculus).

## Conservation
À la fin du XIXe siècle, il y avait 1,5 à 2 millions manchots du Cap, la population est tombée à 500 000 oiseaux en  2000,  et ne compte plus que 55 000 oiseaux en 2010 (5 000 couples en Namibie et 21 000 couples en Afrique du Sud en 2008). 
Il ne reste plus que 2 à 3 % de la population d'origine et, en 10 ans, (de 2000 à 2010) la population des manchots du Cap a perdu 90 % de ses effectifs.

## Principaux prédateurs
L'otarie à fourrure d'Afrique du Sud  représente le principal danger pour cet oiseau.

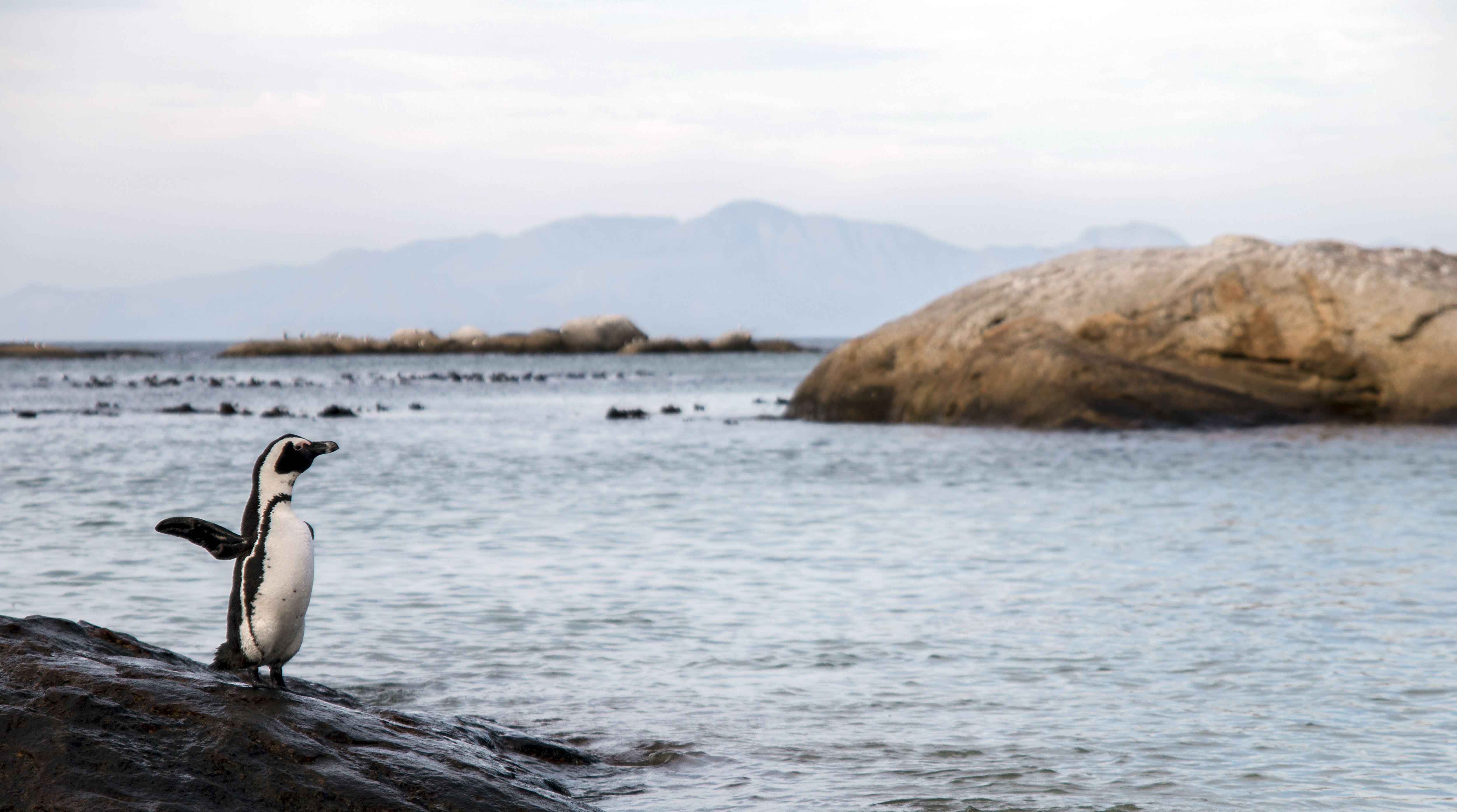
Manchot du Cap battant ses ailes
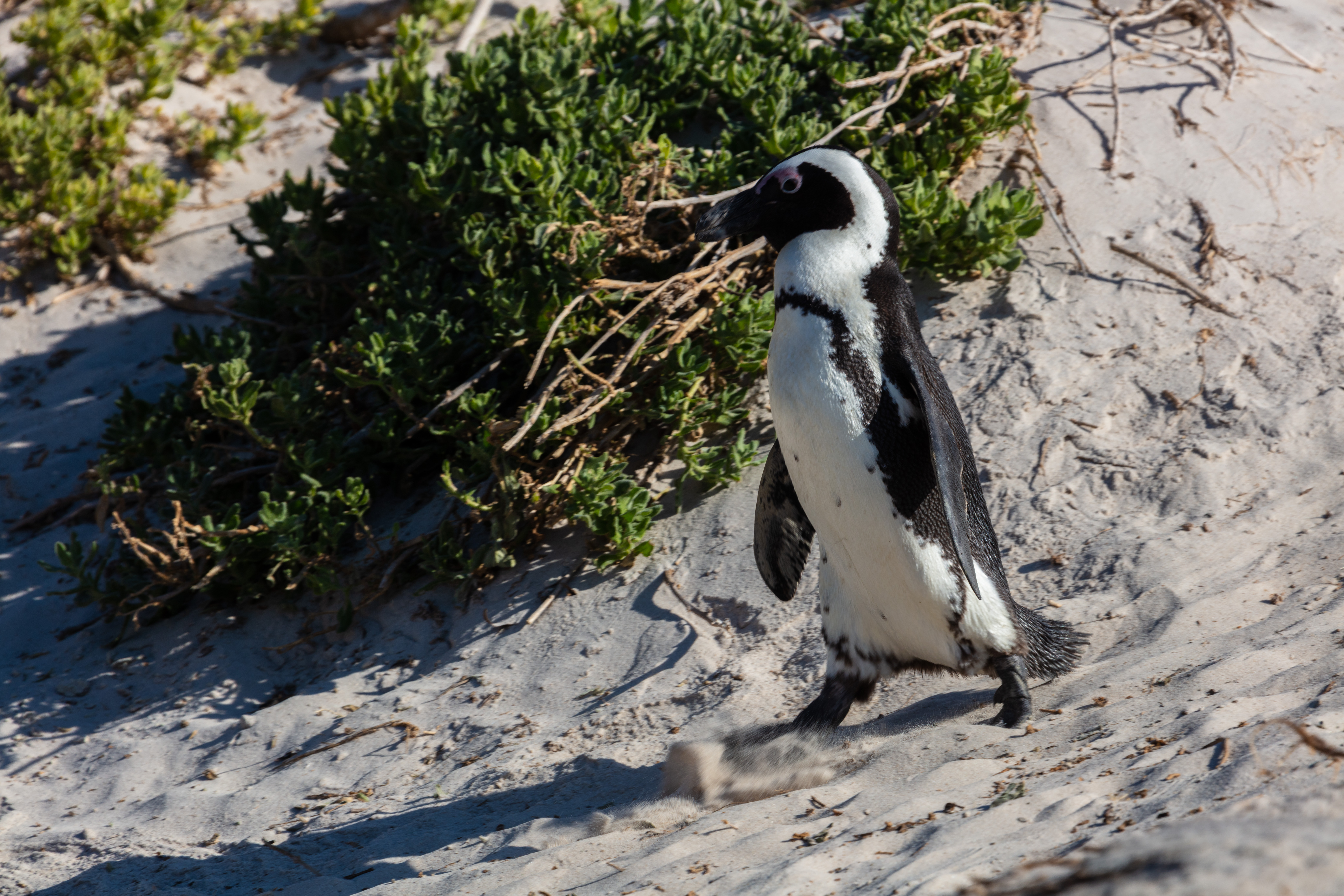
Manchot du Cap à Boulders Beach.
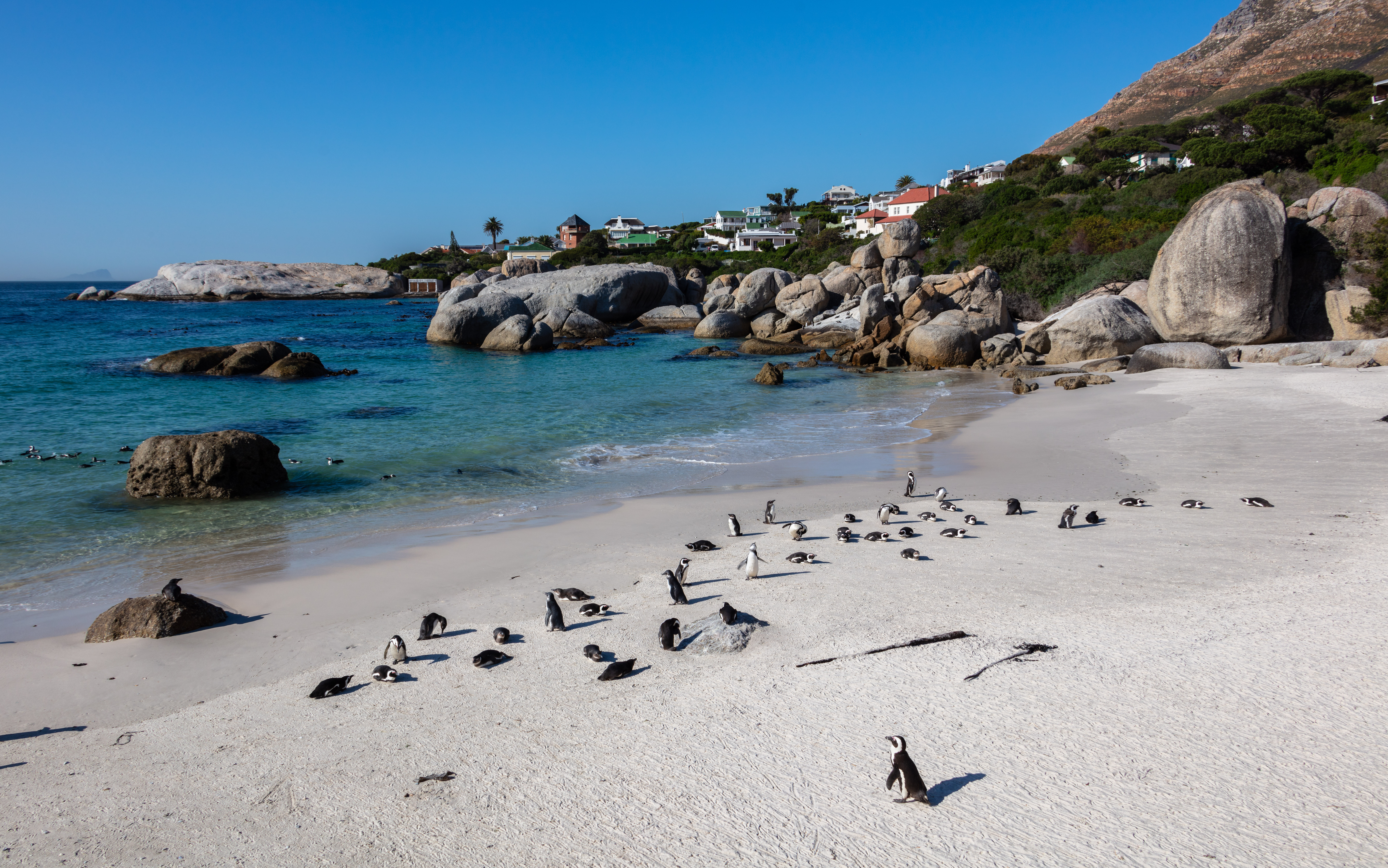
Colonie à Boulders Beach.
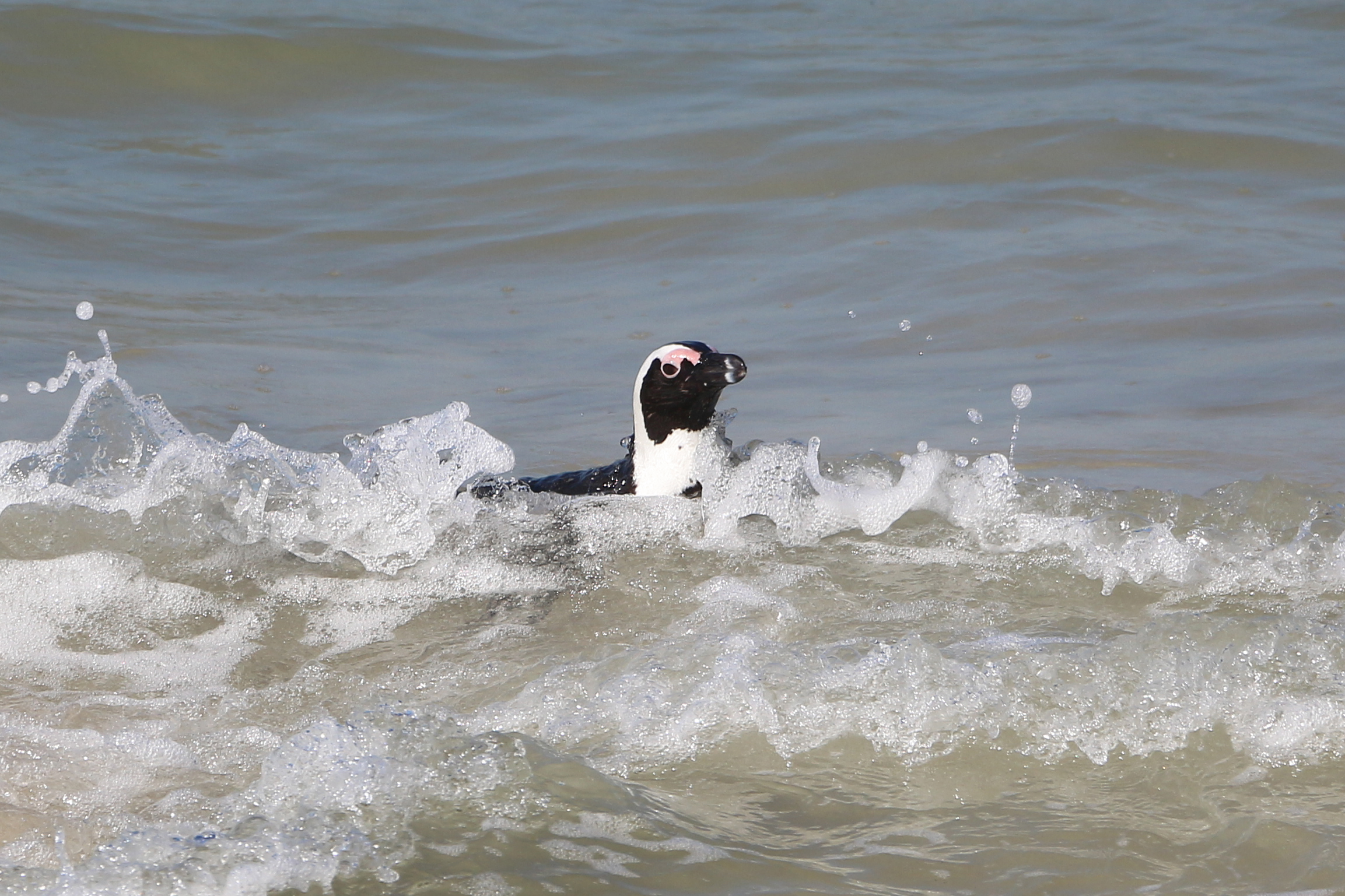
Manchot du Cap dans l'eau à Boulders Beach.
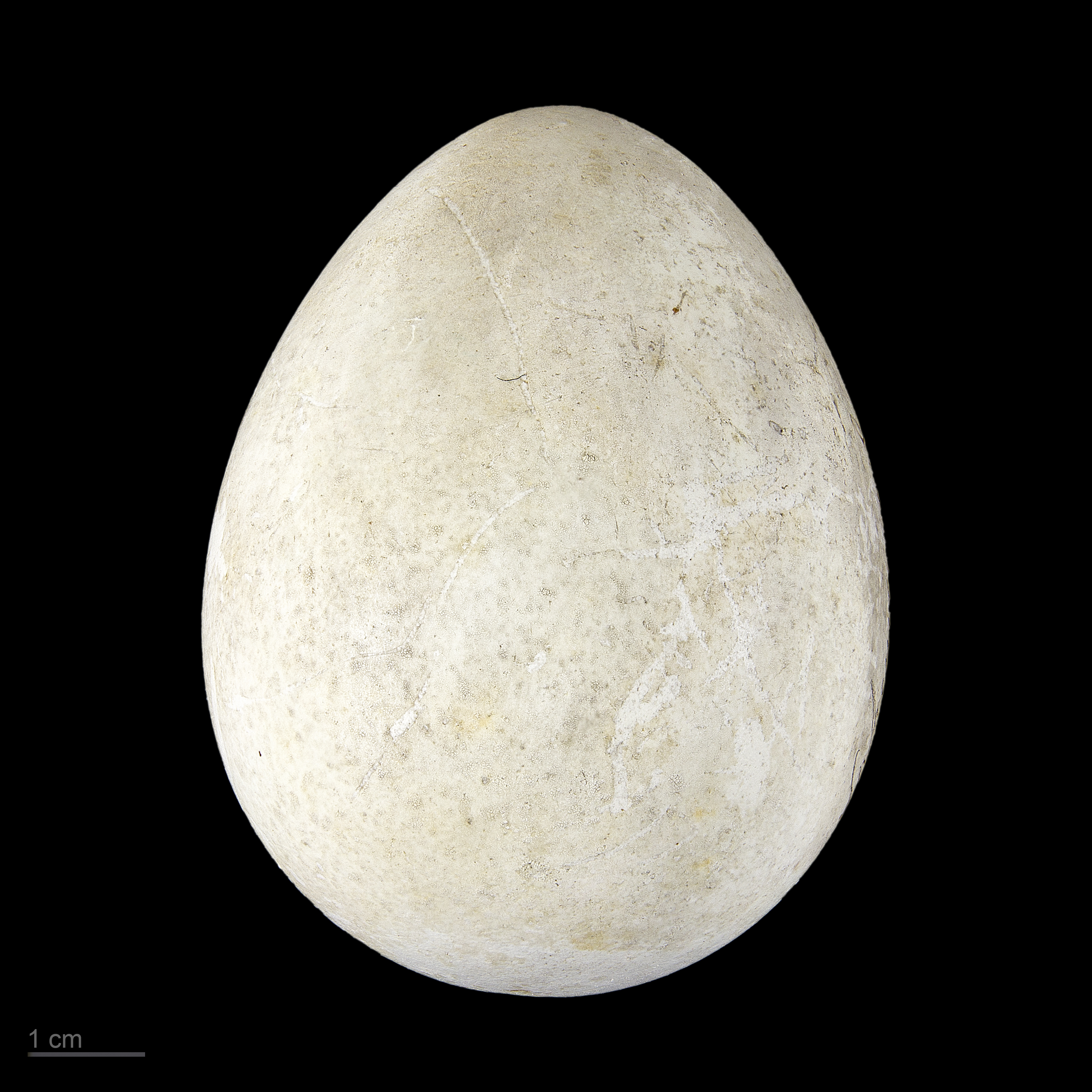
Œuf de Spheniscus demersus - MHNT